# Limnodriloides baculatus
Limnodriloides baculatus är en ringmaskart som beskrevs av Erséus 1982. Limnodriloides baculatus ingår i släktet Limnodriloides och familjen glattmaskar. Inga underarter finns listade i Catalogue of Life.